# Chiesa della Madonna di Strada in Cimitero
La chiesa della Madonna di Strada in Cimitero è una chiesa cattolica situata presso il cimitero di Viscone, frazione di Chiopris-Viscone, in provincia di Udine e arcidiocesi di Gorizia; fa parte del decanato di Visco.

## Storia
La costruzione primitiva della chiesa risale probabilmente al XIV secolo, ma i vari restauri e le ristrutturazione hanno cancellato del tutto le tracce della chiesa originale.

## Descrizione
La facciata dell'edificio presenta una tripartizione di lesene dipinte e figure in chiaroscuro, risalenti alla prima metà del XIX secolo, mentre la Madonna dipinta al centro è datata 1930. Una bifora campanaria, la più grande di tutto il Friuli, con archi a tutto sesto, culmina sulla facciata risalente al XVII secolo.
La porta d'ingresso architravata, l'apertura e l'ampliamento delle finestre sui fianchi sono invece databili verso la fine del XVIII secolo. La muratura è in grosso pietrame con qualche tratto in mattoni ed è totalmente intonacata. L'aula ha pianta rettangolare con travatura scoperta a sei campate, mentre l'abside, più alta dell'aula e con volta a botte, è una aggiunta seicentesca. Sulla parete di fondo è visibile una decorazione in stucco in stile barocco e di scuola veneziana che, assieme alla pavimentazione in pietra a scacchiera, risala alla metà del XIX secolo. Una porta a destra dell'aula immette nella sacrestia aggiunta tra la fine del Settecento e l'inizio dell'Ottocento.